# Ислам, Ахтарул
Ахтарул Ислам (англ. Akhtarul Islam, 1 января 1947) — пакистанский хоккеист (хоккей на траве), защитник. Серебряный призёр летних Олимпийских игр 1972 года.

## Биография
Ахтарул Ислам родился 1 января 1947 года.
В 1972 году вошёл в состав сборной Пакистана по хоккею на траве на Олимпийских играх в Мюнхене и завоевал серебряную медаль. Играл на позиции защитника, провёл 9 матчей, забил 1 мяч в ворота сборной Уганды.
В 1969—1972 годах провёл за сборную Пакистана 21 матч, забил 3 мяча.

## Семья
Старший брат Ахтарула Ислама Хуршид Аслам (1936—1993) также играл за сборную Пакистана по хоккею на траве, в 1960 году стал чемпионом летних Олимпийских игр в Риме.